# Tranhult
Tranhult är en by som ligger några mil söder om Jönköping i Jönköpings kommun.
Byn har 7 gårdar och cirka 15 invånare. Det närmaste samhället ligger 3 kilometer norrut och heter Månsarp.
Söder om byn finns en sevärdhet, Tranhultstenen, som har stått upprätt på en klippa sedan istiden och tros vara en gammal kultplats.[källa behövs]